# Harry Potter e la Coppa del Mondo di Quidditch
Harry Potter e la Coppa del Mondo di Quidditch (Harry Potter: Quidditch World Cup) è un videogioco prodotto dalla Electronic Arts che permette di giocare a Quidditch, sport immaginario presente nell'universo di Harry Potter. Il giocatore partecipa alla Coppa Quidditch di Hogwarts (a cui sono ammesse le casate di Grifondoro, Serpeverde, Tassorosso e Corvonero). In seguito il gioco permette di accedere alla Coppa del Mondo di Quidditch (fra Stati Uniti, Inghilterra, Francia, Germania, Scandinavia, Giappone, Spagna, Australia e Bulgaria). Il gioco è estremamente immediato, le regole ricordano in parte quelle del basket ed in parte quelle del baseball. Gli esperti hanno riconosciuto il buon livello di grafica e giocabilità, sebbene il gioco sia indirizzato praticamente solo ai fan della serie; la longevità è il punto debole del gioco, come del resto per tutti i videogiochi della serie. Inoltre il gioco, dopo un po' di esperienza, risulta essere troppo facile. Molte critiche sono state fatte al gioco a causa della mancanza dell'Irlanda, che vince la competizione contro la Bulgaria nella Coppa del Mondo tenuta in Harry Potter e il calice di fuoco.